# オーストラリアのカトリック
オーストラリアのカトリックでは、オーストラリアにおけるローマ・カトリック教会について記述する。

## カトリック人口
19世紀の白人入植以来、聖公会が最も信徒数が多い教派だったが、第二次世界大戦後に移民政策が改められると、イタリア、ポーランド、クロアチア、ハンガリーといった国々からの移民が増加し、現在ではカトリック信徒が全人口の25％以上を占め最も多くなった。

## 歴史
流刑地だったシドニーにアイルランド人も輸送された。従って当初のオーストラリア・カトリックの大多数はアイルランド人であった。次第にアイリッシュ・ナショナリズムが激化しイングランド系オーストラリア人に敵対心を持っていたので、アイルランド系でないオーストラリア人はカトリック教会に距離感を持っていた。20世紀後半になると先述の通りイタリアやポーランドなどからの移民が増えた為、現在ではカトリックは最も人数の多い教派になった。
19世紀に慈善活動をしていたマッキロップは2010年に教皇ベネディクト16世によって列聖され、同国初のカトリック聖人となった。

## 大司教区と司教区
- シドニー大司教区
  - バサースト教区
- キャンベラ大司教区
  - ワガワガ教区
- メルボルン大司教区
  - ベンディゴ教区、バララット教区
- アデレード大司教区
- パース大司教区
  - バンバリ教区、ジェラルトン教区、ブルーム教区、ダーウィン教区
- ブリスベン大司教区
  - リズモア教区、トゥーンバ教区、ロックハンプトン教区、タウンスヴィル教区、ケアンズ教区

## 著名な大聖堂、教会
- シドニー・セント・メアリー大聖堂
- メルボルン・セント・パトリック大聖堂

## 著名なカトリック信徒
- エリック・バナ　俳優
- トニー・アボット　野党自由党の党首